# Liceo N.º 1 Javiera Carrera
Liceo Nº1 Javiera Carrera (también conocido por su código, como Liceo A-1) es un establecimiento educacional chileno con formación científico-humanista desde 7.º año de Educación General Básica a 4.º año de Enseñanza Media. Es una de las primeras instituciones educacionales de mujeres en Chile y el primer liceo fiscal femenino de la capital.
Se encuentra ubicado en la comuna de Santiago. Esta institución admite a mujeres y disidencias de género, de séptimo a cuarto medio.
En el 2014 ocupó la sexta posición en el ranking de liceo municipales y la n°162 a nivel nacional.
En el 2022 ocupó la décima octava posición de colegios municipales.
El alumnado del liceo ha tenido participación en variadas movilizaciones sociales a nivel nacional.

## Historia
El Liceo N.º 1 Javiera Carrera, inicialmente llamado Instituto de Señoritas de Santiago, fue fundado en 1894, y su primera directora fue la educadora alemana Juana Gremler Lorenz (1854-1919). Comenzó a funcionar en abril de 1895, con un total de 114 niñas, convirtiéndose así en uno de los primeros establecimientos femeninos educacionales del país, junto con el Liceo N°1 "María Franck de MacDougall" de Valparaíso. Su funcionamiento estuvo bajo la vigilancia de una Junta nombrada por el Gobierno compuesta únicamente por hombres, quienes instauraron como misión del establecimiento «formar futuras madres de familia». 
En su primer año, la institución abrió cinco cursos: dos de preparatoria y tres de humanidades (1°, 2° y 3° año respectivamente), desarrollándose estas actividades en una propiedad particular ubicada en la calle Compañía de Jesús. Se impartieron inicialmente las asignaturas de Religión, Castellano, Historia y Geografía, Francés, Ciencias Naturales, Inglés, Labores, Dibujo, Gimnasia y Matemáticas.
Frente a las evidentes diferencias en los contenidos formativos en la enseñanza de hombres y mujeres, siendo la de estas últimas enfocada hacia labores que no entregaban una preparación adecuada para seguir estudios superiores, Juana Gremler diseñó en 1893 el primer plan de estudios para liceos femeninos. Este plan buscaba llamar la atención de las autoridades frente a una inquietud de las alumnas, cada vez más presente, de continuar estudios universitarios. Es en 1912 cuando se promulgó un decreto que aseguró la igualdad de los contenidos educacionales impartidos en los liceos de hombres y de mujeres. De este modo, en 1913 el plan de estudios aplicado en el establecimiento cambió permitiéndoseles a las alumnas rendir bachillerato y optar a la enseñanza universitaria con tres mallas curriculares (científica matemática, científica química y científica humanista), y una semimalla curricular de "Bellas Artes", subdividida en Música y Artes Visuales.
Para 1945 existían 33 cursos, 11 de escuela primaria anexa y 22 de humanidades, contando el Liceo además con dos gimnasios, piscina temperada, teatro, biblioteca, así como con salas de dibujo, labores y canto y economía doméstica.
En el año 1986 el liceo fue municipalizado, recibiendo el nombre de Liceo A-1 Javiera Carrera.
En 1994 asume el cargo de directora del Liceo Julia Alvarado, Profesora de Estado en Química. Bajo su gestión, que se extendió hasta 2014, el colegio destacó por sus buenos resultados en pruebas de admisión a la universidad y pruebas estandarizadas para medir la calidad en la educación; y la creación de salas de computación, un preuniversitario gratuito (dependiente del Centro de Padres) para preparar alumnas para la Prueba de Selección Universitaria (PSU), un bachillerato para las alumnas que ingresan en séptimo básico, y talleres deportivos y artísticos.
En 2006, alumnas del Liceo tuvieron una participación destacada en la llamada revolución de los pingüinos, una de las grandes movilizaciones sociales en la historia de Chile.

## Rectoras del Liceo Javiera Carrera
- Juana Gremler Lorenz (1895-1919)
- Isaura Dinator Rossel (1919-1930)
- Berta Topp Griebel (1930-1945)
- Marina Silva Maturana (1946- 1967)
- Laura Mac Mahon Olave (1967)
- Elena Zamorano González (1967-1969)
- María Oróstica González (1969-1979)
- Alicia Vásquez Bustamante (1979-1990)
- Elizabeth Ormeño Ortiz (1990)
- María Rebeco Castro (1990-1992)
- Mónica Barrientos Estrada (1993-1994)
- Julia Alvarado Thimeos (1994-2014)
- Inés Aqueveque Catalán (2014-2022)
- Alondra Zúñiga Higuera (2022-2024)
- Edith Saavedra Leiva (2025-)

## Tradiciones

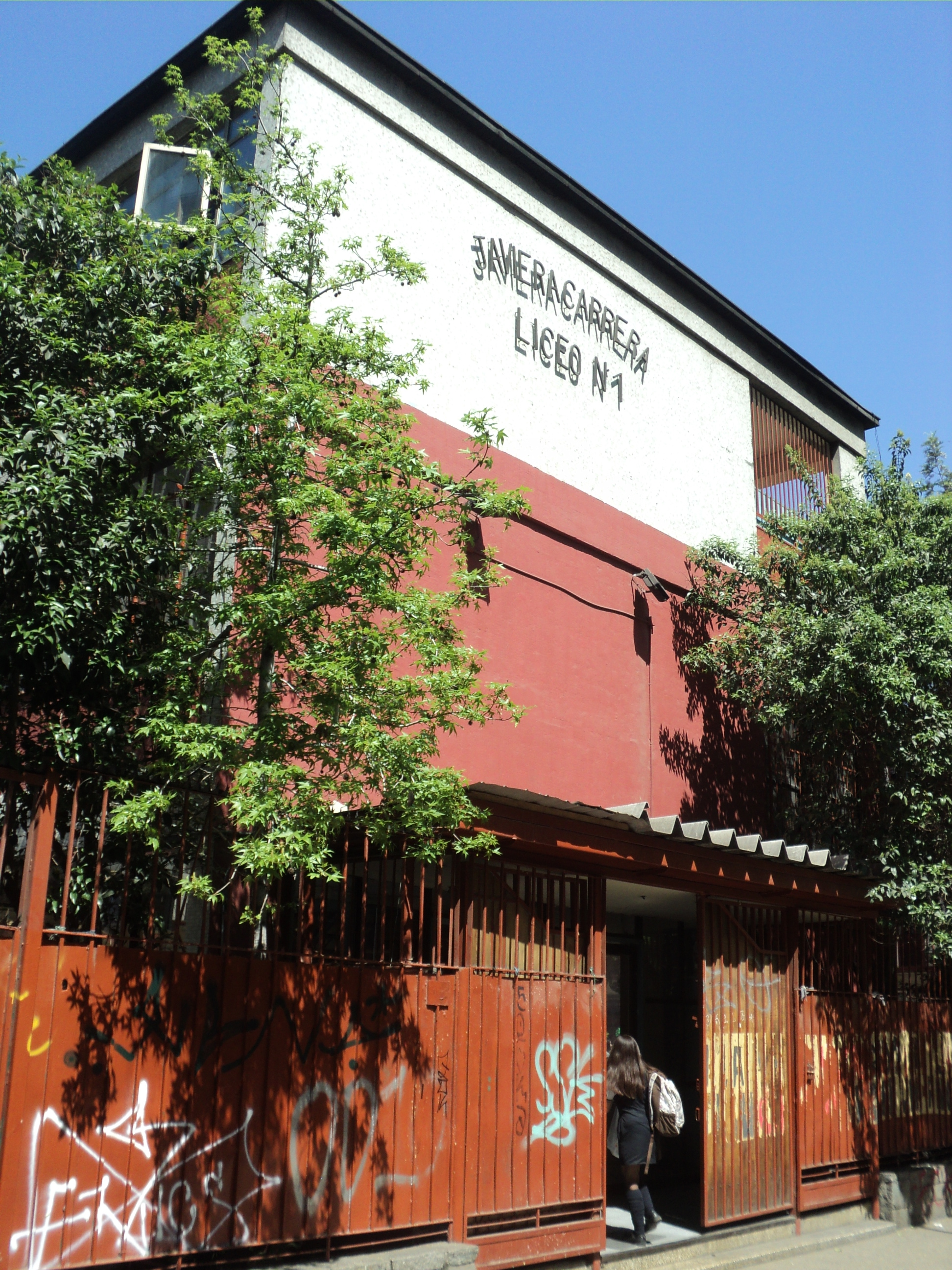
Entrada al Liceo por calle Compañía.

### Despedida de cuartos medios
- Es una tradición que cada año las alumnas de tercer año de enseñanza media hagan una despedida a las alumnas del cuarto año que egresan del liceo. A cada tercero se le es asignado un cuarto, del cual deben hacerse cargo durante el año. Una de las actividades que realizan es darle un presente a cada alumna, otorgado casi todos los meses. Finalmente, se les hace una despedida en el gimnasio del Liceo con la temática que los terceros medios hayan escogido junto a la colaboración de los profesores. A las alumnas de cuarto, se les permite ingresar al establecimiento una hora más tarde de lo usual (ocho de la mañana) y dan la tradicional vuelta alrededor del establecimiento usando capas rojas como último recorrido.

### Celebración de aniversario del liceo
- Se celebra el Día de San Juan, en honor a Juana Gremler primera directora y fundadora del liceo.

### Juramento Javierino
- Es una tradición de bienvenida que las niñas de séptimo básico, recién ingresadas al liceo, prometan lealtad a las normas y tradiciones de la institución.

## Egresadas destacadas del Liceo N.° 1 Javiera Carrera
- Michelle Bachelet, médica pediatra con postgrado en Defensa. Alta Comisionada de la Organización de las Naciones Unidas para los Derechos Humanos (2018-2022). En Chile, ex Presidenta de la República (2014-2018; 2006-2010); exministra de Defensa; y exministra de Salud.
- Soledad Alvear, abogada. Ex Canciller de Chile. Exministra de Justicia. Exministra del entonces Servicio Nacional de la Mujer, SERNAM (hoy Ministerio de la Mujer y la Equidad de Género).
- Jéssica López, economista. Ministra de Obras Públicas (2023-presente). Ex Presidenta de Banco Estado (2022-2023).
- Gloria De la Fuente, politóloga. Subsecretaria de Relaciones Exteriores (2023-presente). Ex Presidenta del Consejo para la Transparencia (2020-2022).
- Marigen Hornkohl, asistente social. Exministra de Educación. Exministra de Agricultura. Ex Embajadora de Chile en Alemania.
- Paulina Vodanovic, abogada. Senadora de la República (2023-presente). Presidenta del Partido Socialista de Chile (2022-presente).
- Fabiola Letelier, abogada. Premio Nacional de Derechos Humanos (2018).
- María Elena Carrera, médica. Senadora de la República (1967-1973; 1994-1998).
- Silvia Araya, folclorista y política. Diputada de la República (1973); Premio Orden Nacional de Quebec, Canadá.
- Daniela Serrano, administradora pública. Diputada de la República (2022-presente), Presidenta de las Juventudes Comunistas de Chile.
- Karina Delfino, socióloga. Alcaldesa de Quinta Normal (2021-presente). Ex Presidenta de la Juventud Socialista de Chile. Ex vocera de la Revolución Pingüina de 2006.
- Valentina Miranda, Convencional Constituyente por el Partido Comunista (2021-2022).
- Silvia Piñeiro, actriz. Premio Nacional de Artes de la Representación (1988).
- Alicia Quiroga, actriz y cantante, graduada de la Juilliard School de Nueva York, y de la Royal Shakespeare Company del Reino Unido. Académica de la Universidad de Chile.
- Paulina Nin de Cardona, presentadora de televisión y profesora. Ex conductora del Festival de Viña del Mar.
- Cecilia Aguayo, médica y música. Exintegrante de las bandas Los Prisioneros y Jardín Secreto.
- Gabriela Venturini, médica salubrista. Académica de la Universidad de Chile; Premio Amanda Labarca de esa casa de estudios.[11]
- Camila Navarrete, astrónoma, investigadora en el Observatorio Europeo Austral (ESO). Distinguida con uno de los Premios L'Oréal-UNESCO a Mujeres en Ciencia (2017).
- Mercedes Valdivieso, escritora. Miembro de la Generación de 1950. Académica de varias universidades extranjeras.
- Esther Matte Alessandri, poeta.
- Michelle Peña, estudiante de ingeniería, detenida desaparecida durante la dictadura militar.
- Carolina Dawabe, cantante lírica, integrante de la Opera Alemana de Berlín.[12] Egresada de la Academia Verdiana de Busseto, Italia, especializada en bel canto.
- Eugenia Rodríguez Moretti, guitarrista. Licenciada en Guitarra por la Universidad de Chile. Magíster en Educación por la Universidad Mayor. Intérprete destacada, creadora del Concurso Nacional de Guitarra Clásica Liliana Pérez Corey.[13]